# Evelyn Barker
Evelyn Hugh Barker (22 mei 1894 – 23 november 1983) was een Britse legerofficier tijdens de Tweede Wereldoorlog en commandant van de Britse troepen in het Mandaatgebied Palestina van 1946 tot 1947.

## Biografie
Barker was de zoon van generaal-majoor George Barker. In 1913 werd Barker toegevoegd aan de King’s Royal Rifle Corps en werd in 1914 tijdens de Eerste Wereldoorlog naar Frankrijk gezonden. Hij vocht in Frankrijk, nam deel aan de Thessaloniki-operatie, raakte gewond en werd onderscheiden. In 1919 nam Barker samen met de King’s Royal Rifle Corps deel aan de Britse militaire expeditie tegen de bolsjewieken in het zuiden van het voormalige Keizerrijk Rusland.
Als commandant van het 2de Bataljon van de King’s Royal Rifle Corps diende Barker in het Mandaatgebied Palestina tijdens de Arabisch-Palestijnse opstand van 1936–1939. In 1938 keerde hij terug naar Groot-Brittannië om daar het bevel over te nemen over de 10e Infanteriebrigade.
In oktober 1939 net na het begin van de Tweede Wereldoorlog nam zijn brigade als deel van de 4e Infanteriedivisie deel uit van de British Expeditionary Force in Frankrijk. Na de evacuatie bij Duinkerken kreeg Barker het bevel over de 54e (East Anglian) Infanteriedivisie. In april 1943 kreeg hij het bevel over de 49e (West Riding) Infanteriedivisie waarmee hij vocht tijdens Operatie Overlord en de verdere gevechten in Noord-Frankrijk.
Barker onderscheidde zichzelf tijdens de bevrijding van Le Havre. Aan het begin van december 1944 werd generaal Richard O'Connor naar India gestuurd om daar het bevel over de Eastern Army over te nemen en luitenant-generaal Barker werd benoemd tot zijn opvolger als bevelhebber van het 8e Legerkorps. Het 8e Legerkorps nam deel aan verschillende gevechten voordat tussen maart 1945 en mei 1945 verder Duitsland binnenrukte. Op 15 april 1945 bevrijdde elementen van het 8e Legerkorps het concentratiekamp Bergen-Belsen.Na de Duitse capitulatie benoemde veldmaarschalk Bernard Montgomery Barker tot commandant van de Britse bezettingstroepen in Sleeswijk-Holstein en Hamburg. Het Britse 8e Legerkorps had zijn hoofdkwartier in Schloss Plönn. 
In de lente van 1946 werd Barker benoemd tot General Officer Commanding van de Britse troepen in het Mandaatgebied Palestina. Hier werd hij een aanhanger van de Arabische zaak en zette na de bomaanslag op het King David Hotel een massaal offensief in tegen de Irgoen en andere joodse ondergrondse groeperingen. 
Na het verlaten van Palestina in februari 1947 werd Barker benoemd tot General Officer Commanding-in-Chief van Eastern Command. In 1950 trok Barker zich terug uit het leger. Hij stierf uiteindelijk op 23 november 1983 op 89-jarige leeftijd.

## Decoraties
- Ridder Commandeur in de Orde van het Bad in 1950
- Lid in de Orde van het Bad in 1944
- Ridder Commandeur in de Orde van het Britse Rijk op 5 juli 1945
- Commandeur in de Orde van het Britse Rijk op 20 augustus 1940
- Orde van Voorname Dienst (Verenigd Koninkrijk) in 1918
- Military Cross
- Commandeur in het Legioen van Eer in 1944
- Hij werd driemaal genoemd in de Dagorders. Dat gebeurde op:
  - 26 juli 1940
  - 22 maart 1945
  - 10 mei 1945

- Gemeinsame Normdatei: 1151981796
- Library of Congress Control Number: no2011107676
- Virtual International Authority File: 173031875
- WorldCat: E39PBJhhvcjfbXH7kqmKFXxRrq